# Agricoltura conservativa
L'agricoltura conservativa (AC) è definita come un sistema di produzione agricola sostenibile che comprende un insieme di pratiche agricole adattate alle esigenze delle colture e alle condizioni locali di ogni regione, le cui tecniche di coltivazione e di gestione del suolo proteggono il suolo dall'erosione e dal degrado, migliorano la sua qualità e la biodiversità, e contribuiscono alla conservazione delle risorse naturali, dell'acqua e dell'aria, ottimizzando al contempo i rendimenti. Essa fornisce un contributo alla conservazione dell’ambiente nonché al sostegno, in modo efficace ed efficiente, del miglioramento della produzione agricola. L'agricoltura conservativa prevede il mantenimento di una copertura organica del suolo permanente o semi-permanente. Questa può avvenire o usando una coltura o riutilizzando i residui vegetali. Il suo scopo è quello di proteggere fisicamente il suolo dal sole, dalla pioggia battente e dal vento e di alimentare i microrganismi del suolo. L’azione di questi ultimi, infatti, supplisce alla mancanza di lavorazione del terreno e al bilanciamento dei nutrienti del suolo.
Con il termine di agricoltura conservativa sono raggruppate diverse tecniche agricole tendenti a conservare per il futuro la fertilità del suolo coltivato.
Nella coltivazione dei cereali, possono considerarsi conservative quelle lavorazioni del terreno che conservano in superficie tutti i residui colturali della coltura precedente, con funzione di copertura (pacciamatura), per contrastare l'erosione, ridurre l'impatto delle precipitazioni battenti, e per conservare l'umidità e la sostanza organica del suolo.

## Storia
Le tecniche di agricoltura conservativa si sono sviluppate dapprima negli Stati Uniti d'America, sia per ragioni ecologiche sia per frenare la rapida perdita di fertilità delle vaste praterie nordamericane, che negli anni sessanta stava mettendo a repentaglio il primato di esportatore mondiale di cereali. La vera espansione a livello mondiale dell'agricoltura conservativa è avvenuta a cavallo tra XX e XXI secolo in paesi dell'America meridionale con economia essenzialmente agricola ed è stata causata dal protrarsi di bassi prezzi dei cereali per un lungo periodo, associato alla mancanza di sovvenzioni a favore degli agricoltori, circostanze che hanno stimolato alla ricerca di nuove tecnologie, più produttive ma meno costose e, nel contempo, in grado di preservare negli anni la fertilità dei suoli, loro unica fonte di reddito.
Non mancano alcuni possibili effetti negativi legati alla mancata distruzione dei residui di una precedente coltura. Ciò avviene soprattutto per il mais, dove possono rimanere all'interno di residui della pianta, caduti sul terreno e non distrutti (culmi di mais, tutoli, ecc.), le forme svernanti di larve di lepidotteri, coleotteri elateridi, ecc. Se non si esegue una rotazione stretta, inoltre, nel terreno non lavorato sopravvivono uova di Diabrotica virgifera. Altri aspetti da valutare sono la diffusione di micotossine e la necessità di impiegare diserbanti alcuni messi in discussione per i loro effetti negativi sull'ambiente e per i residui lasciati nelle acque.

## Princìpi
Secondo la FAO, sono tre i princìpi chiave che gli agricoltori possono adottare per approcciarsi all'agricoltura conservativa.

### "No-tillage"
Il primo principio chiave è ridurre al minimo l'azione meccanica sul suolo (c.d. "no-tillage" o sod seeding), precauzione necessaria a mantenere I livelli di minerali al suo interno, fermare l'erosione e prevenire la dispersione di acqua, quindi a ripristinare la fertilità intrinseca del suolo. Limitando e annullando le lavorazioni si riduce la distruzione degli aggregati del suolo, preservando la matrice organica dall’esposizione diretta agli agenti atmosferici e, quindi, dai fenomeni ossidativi che portano alla mineralizzazione della sostanza organica. In passato, il dissodamento del suolo era visto come il principale modo di introdurre nuove colture in una determinate area, credendo che l'aratura avrebbe aumentato la fertilità dei terreni attraverso la mineralizzazione. Oggi, l'aratura è vista come un'azione che distrugge la materia organica all'interno dei terreni in quanto espone la sostanza organica del suolo ai raggi diretti. L'agricoltura "no-till", quindi senza azione di aratura, è ormai un metodo consolidato per conservare i livelli organici del terreno e mantenerlo produttivo più a lungo. Inoltre, riducendo le lavorazioni si riduce al minimo il disturbo sulla microfauna tellurica, la cui attività biologica ha un effetto estremamente positivo sulla strutturazione di composti umici complessi a partire da molecole semplici composte da carbonio e azoto presenti nei residui colturali. Tra i vantaggi del "no-tillage" ci sono la riduzione dei costi di produzione, grazie alla dismissione dei trattori o degli animali usati per l'aratura, e una riduzione dei tempi di lavoro.

### Protezione dello strato superficiale
Il secondo principio dell'agricoltura conservativa è una gestione dello strato superficiale mirata a creare uno strato organico permanente che favorisca la biologia interna alla struttura del suolo. Questo favorirà una dispersione del pacciame residuo sulla superficie del terreno, producendo un alto livello di materia organica che fungerà da fertilizzante. Sul lungo termine, le pratiche di agricoltura conservativa consentono la formazione di un nuovo strato di compost che protegge efficacemente il suolo dall'erosione, come evidenziato in un recente studio della Royal Society. Lo strato di compost funge da 'filtro' verso il terreno, riducendo l'azione del vento e dell'acqua e aiutando a mantenere costante la temperatura e i livelli di umidità. L'azione di pacciamatura riduce inoltre i processi di evaporazione dell'acqua dal suolo, incrementando così la riserva idrica naturale del suolo stesso. L'effetto protettivo dei residui è evidente nel caso di inondazioni poiché evita i fenomeni di compattazione, soprattutto in presenza di terreni argillosi, e di ruscellamento nei terreni che si trovano in pendenza. Il pacciame costituisce anche uno stock di carbonio sottratto all'atmosfera che produce effetti mitiganti sulle emissioni di gas serra, ma affinché il sistema colturale abbia l'effetto sulla neutralità carbonica è necessario che il carbonio venga "sequestrato" dal suolo. Quando ciò non avviene il compito di copertura vegetale del suolo viene affidato alle colture di copertura.

### Rotazione delle colture
Il terzo principio è la rotazione delle colture fra più di due specie, che può essere utilizzata come metodo di controllo della buona salute del terreno. Questo procedimento infatti non consente ai parassiti e alle erbacce di finire in rotazione assieme a una coltura specifica, o di stabilire un 'pattern'. La rotazione delle colture agisce da insetticida e diserbante naturale. La rotazione può anche aiutare a costruire una solida infrastruttura del suolo, con l'estensione di zone di radicamento che consentono una migliore infiltrazione dell'acqua. La rotazione delle colture aumenta il tempo in cui il suolo rimane coperto, proteggendolo dall’azione degli agenti atmosferici nei confronti di ruscellamento, compattazione e lisciviazione di nitrati, ma anche aumenta lo stock di carbone e la matrice organica del suolo, stimolando l’attività microbica del suolo. Anche la riduzione del fenomeno agronomico noto come "stanchezza del terreno" è fondamentale; questo fenomeno si origina in seguito all’accumulo di patogeni specifici di una coltura, coltivata per un periodo prolungato di tempo, causando nel corso degli anni una progressiva riduzione della fertilità e del potenziale produttivo nel terreno.

## Incentivi all'agricoltura conservativa
La Commissione europea, in risposta ad un'interrogazione parlamentare presentata nel 2015 da Nicola Caputo, ha dichiarato che, per quanto riguarda l'agricoltura conservativa, il regolamento sul sostegno allo sviluppo rurale prevede una serie di misure di incentivo tra cui misure agro-climatico-ambientali, l'agricoltura biologica e gli investimenti in macchinari e in nuovi sistemi di irrigazione. Gli Stati membri e le regioni possono inserire tali misure nei loro programmi di sviluppo rurale in funzione di esigenze e priorità specifiche. La ricerca e l'innovazione, anche nel settore dei principi fondamentali dell'agricoltura conservativa, sono inoltre finanziate nel quadro di Orizzonte 2020 e del Partenariato europeo per l'innovazione in materia di produttività e sostenibilità dell'agricoltura.